# Banff

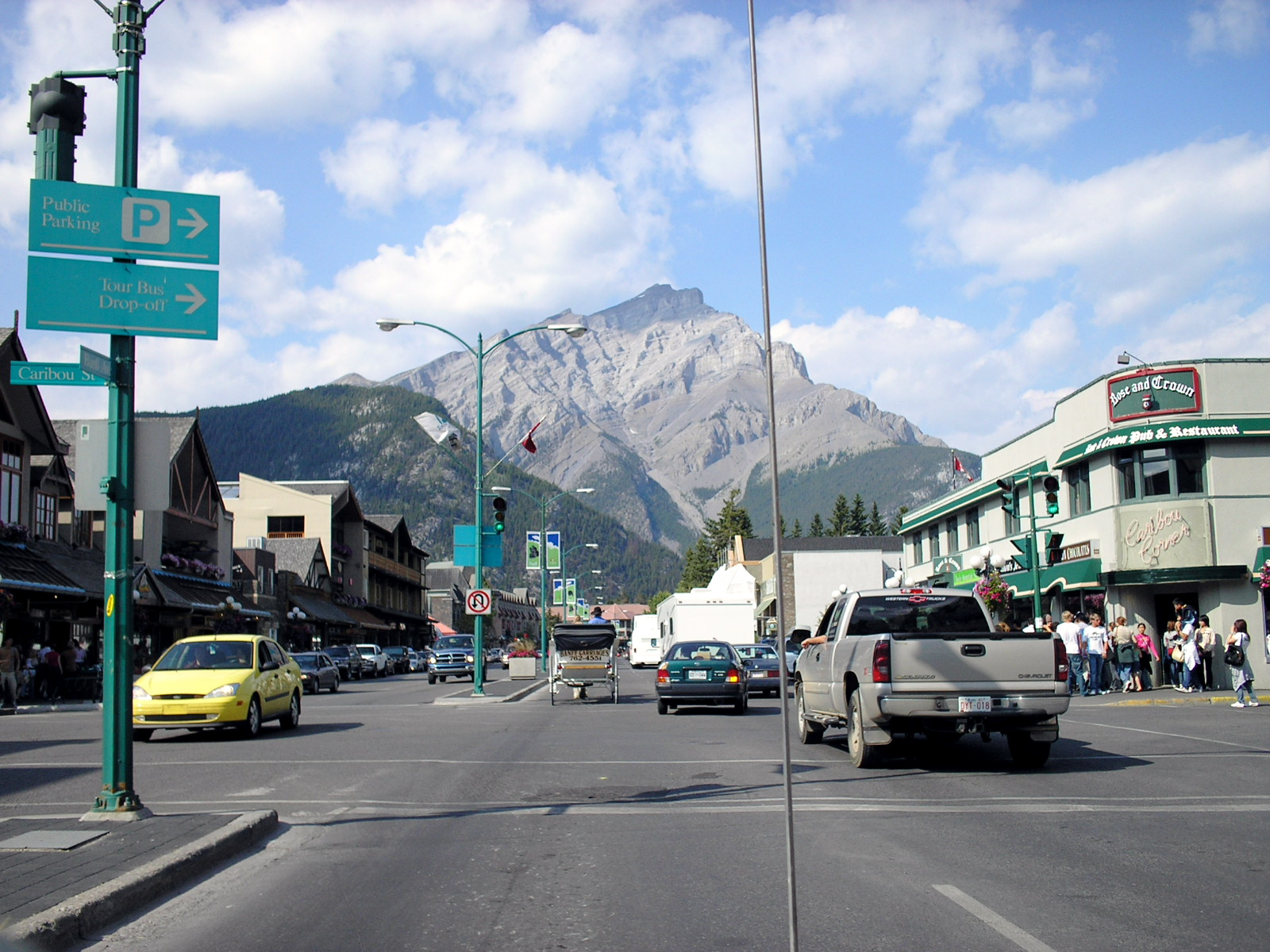
Avenida em Banff.

Banff é um município canadense que se localiza dentro do Parque Nacional de Banff, no sudoeste da província de Alberta. Situa-se a cerca de 135 km ao oeste de Calgary pela Trans Canada Highway e a cerca de 58 km ao leste do Lago Louise. É um importante centro turístico no Canadá, cercado por  montanhas, sendo muito procurado também pelos que praticam esportes de aventura. Sua população é de 7.847 habitantes, conforme censo de 2016.